# Котельнич
Коте́льнич — город в Кировской области России, расположенный на берегу реки Вятки, в 84 км к юго-западу от областного центра города Кирова. Административный центр Котельничского района, в состав которого не входит и одноимённого муниципального образования со статусом городского округа.
В окрестностях Котельнича расположено всемирно известное местонахождение ископаемых позвоночных животных пермского периода палеозойской эры (255 млн лет назад), включенное в список памятников природы федерального значения.

## География
Город Котельнич относится к малым историческим городам России (см. Исторические города Кировской области). Расположен в среднем течении реки Вятки, на правом высоком (40-50 м), крутом берегу, прорезанном с севера на юг огромным оврагом-котловиной, ниже впадения в неё реки Моломы. Высота над уровнем моря 127 м.
Город является водным и железнодорожным узлом, смыкающим Северную и Горьковскую железные дороги. Важнейшими автодорожными путями являются тракты на Киров, Советск, Яранск и Даровской. Расположен на пересечении федеральных автодорог Р-176 «Вятка» и Р-243 Кострома — Шарья — Киров — Пермь. Находится на юго-западе от областного центра Кирова по железной дороге на расстоянии 87 км, 124 км по автодороге.

## История
История города Котельнича, по одной из версий, начинается в XII веке. «Повесть о стране Вятской» (литературный памятник конца XVII — начала XVIII вв.) утверждает, что город был основан в 1181 году новгородцами на месте захваченного марийского городка — Кокшарова. Материалы проведённых археологических раскопок подтверждают только русское поселение, причём возникновение города связывают с расположенным недалеко Ковровским городищем, которое на рубеже XIII—XIV веков являлось резиденцией главы общины — воеводы Григория.
В XIV веке из соображений безопасности город с Ковровского городища был перенесён на пять километров вниз по течению реки Вятки, на место первоначального славянского посёлка и стал центром сельской волости. Был построен кремль. По одной из версий, именно жители Котельнича и Никулицына заложили столицу вольной Вятской земли город Хлынов (1374).
В 1459 году в связи с походом войска великого князя Василия Васильевича на Вятку Котельнич впервые упомянут в русских летописях, как взятый городок. В 1489 году Котельнич, Орлов и Хлынов в ходе вятского похода Даниила Щени вновь были взяты московской ратью и окончательно вошли в состав Русского государства.
В XV—XVI веках котельничане участвовали в борьбе с Казанским ханством. Город прикрывал северные русские земли от постоянных и разорительных для населения набегов татар. Так, в 1542 году близ Котельнича был разбит четырёхтысячный отряд татар, возвращавшийся из набега на Великий Устюг.

### XVII—XVIII века
С падением татарской угрозы упоминание о Котельниче исчезает из источников и снова появляется в Смутное время. В 1605 году в городе вспыхнуло восстание в поддержку движения Ивана Болотникова, а в 1609 году — самозванца Лжедмитрия II.
В межрегиональной торговле большую роль играла Алексеевская ярмарка, возникшая в 1647 году. С развитием торговли начался рост города. В 1659 году в нём проживало 940 жителей. Среди них было мало дворян, сильны (вплоть до 1917 г.) позиции купцов, особенно династий Кардаковых и Зыриных. Были построены каменные церкви — Троицкая (1705), Николаевская (1741), Предтеченская (1807). Проложен Московский тракт, соединивший Вятку с Москвой.
В 1686 году Котельнич сгорел со всеми церквями. Пожары повторялись затем в 1721, 1805, 1892, 1905, 1926 и 1992 годах. В 1705 году произошла закладка каменного Троицкого собора — первого в городе каменного здания.
С 1780 года Котельнич стал уездным городом Вятской губернии. В его гербе, утверждённом императрицей Екатериной II, золотой котёл в зелёном поле.
В числе прочих городов России, в 1784 году Котельнич приобрел план города, была начата его плановая застройка. В 1790 году был открыто малое народное училище. С 1792 года в городе было разрешено учредить городскую думу.

### XIX век
В XIX веке в силу выгодного географического положения Котельнич стал одним из центров торговли северо-востока Российской империи. В благоприятные годы с Котельнической пристани отправлялось до 23 тысяч тонн различной сельскохозяйственной продукции в города Поволжья и Севера России. Указом Сената от 9 сентября 1843 года Алексеевская ярмарка была официально узаконена. Оборот ярмарки за три недели торгов достигал 2 миллионов рублей серебром, и по оценкам МВД в разные годы ярмарка занимала места с 7-го по 22-е среди всех подобных предприятий России.
Активно развивается промышленность, в 1854 году появилось первое предприятие города — кожевенный завод Куршакова, в 1871 году было открыто ремесленное училище. В 1862 году был открыт общественный банк. Мука ржаная, лён, мясо, яйцо отправлялись в Архангельск, Рыбинск, Великий Устюг, Санкт-Петербург, Москву. В городе и окрестностях находилось много мельниц. Появлялись небольшие предприятия, в основном кожевенного производства.
В 1895 году основана городская публичная библиотека, в 1937 году ей было присвоено имя А. С. Пушкина.
- Котельнич к началу XX века
- Вид на город
- Вид на город
- Улица Московская

### XX век
В первой четверти XX века Котельнич стал важным транспортным узлом. В 1903—1905 годах был построен мост через реку Вятку железнодорожной магистрали Вятка — Санкт Петербург, в 1927 году завершены работы по прокладке железной дороги Котельнич — Нижний Новгород. Именно по железной дороге пришла в город Советская власть, установленная в декабре 1917 года отрядом балтийских моряков из Петрограда.
Старый Котельнич подвергся уничтожению сильным пожаром 26-27 мая 1926 года. Огонь разрушил две трети города, 80 крупных каменных зданий. Погибло всего семь человек, однако многие вынуждены были переселиться: в результате население сократилось с 11 до семи тысяч человек. Несмотря на масштабы разрушений, город было решено восстанавливать на прежнем месте. К 1940 году его население достигло 18,5 тысяч человек.
В годы Великой Отечественной войны в Котельниче размещались школа авиамехаников и четыре госпиталя для одновременного лечения 3500 раненых. Более двух тысяч детей было эвакуировано из Ленинграда. На фронт призвано 52 тысячи жителей города и района, из которых 10 812 человек погибли и пропали без вести. За подвиги 12 солдат и офицеров удостоены звания Герой Советского Союза.
В послевоенный период в городе развивалась промышленность, велось жилищное строительство, открывались среднеспециальные учебные заведения, создавались предприятия деревообработки, переработки сельскохозяйственной продукции, лёгкой промышленности, машиностроения, производства сантехники из пластмасс.

### Современный этап
Несмотря на все трудности в городе продолжает развиваться промышленность. Приоритетной областью является деревообрабатывающая отрасль. Так в 2007 году был открыт уникальный новый деревообрабатывающий завод ООО «Моспромстройматериалы-Вятка».
Город активно наращивает туристический потенциал. В 2012 году был открыт парк «Динозавры на Вятке», расположенный в центре города.
28 августа 2024 года на нефтебазу в Котельниче была совершена атака украинскими беспилотниками. В результате атаки произошло возгорание, которое было оперативно потушено.

## Палеонтология
В окрестностях Котельнича расположены памятники археологии: Ковровское городище II тысячелетия до н. э., XII—XVII веков н. э.; Скорняковское городище X—XIII веков н. э., уникальное местонахождение ископаемых позвоночных животных пермского периода палеозойской эры (255 млн лет назад), исследование которого продолжается (включено в список памятников природы федерального значения, во всемирный предварительный список геологических площадей, составляемый специальной международной рабочей группой под эгидой ЮНЕСКО).
В 1933 году близ Котельнича гидрогеологом С. Г. Каштановым было обнаружено два скелета парейазавров. Последующие раскопки выявили в этих местах одно из крупнейших в мире скоплений остатков этих ископаемых животных пермского периода уникальной сохранности, очень широкого видового состава, получившее название Котельничского местонахождения парейазавров. В 1962 году Котельничскому местонахождению был присвоен статус палеонтологического памятника природы федерального ранга.
В 1994 году в Котельниче открылся филиал Вятского палеонтологического музея.
В 2018 году в пермских отложениях Котельнича был найденный тероцефал — крупнейший хищник из данной локации, который получил название Gorynychus masyutinae в честь легендарного Змея Горыныча.

## Достопримечательности и культура
В 2012 году в Котельниче открылся динопарк «Динозавры на Вятке». В центре города, в русле речки Балакиревицы, разместились 18 фигур динозавров. Самая большая — апатозавра длиной 25 и высотой 5 метров.
В Котельничском палеонтологическом музее представлена уникальная экспозиция по развитию жизни на нашей планете. Представлены экспонаты из разных уголков России и мира. Основу экспозиции составляют находки окаменелостей животных пермского периода, найденных в Котельничском местонахождение парейазавров. Музеем проводятся экскурсии к местам раскопок.
В Краеведческом музее выставлена экспозиция из более чем 12000 экспонатов. Отдельные залы посвящены быту мещанских и купеческих сословий города.
Также в городе открыт Вятский центр русской культуры, в рамках которого открыт музей, посвященный местному историческому наследию и культуре.

В центре города сохранилось немало памятников архитектуры, относящихся к классической купеческой застройке XVIII—XIX веков, присутствуют постройки в стиле модерн.
- Универмаг
- Дом купца Воронцова
- Здание городской больницы
- Здание народного училища
- Дом купца Абубакирова
- Арестные помещения и жилье полицейского исправника
- Дом купца Самоделкина

Особый интерес представляет Собор Николая Чудотворца — единственная из семи исторических церквей сохранившаяся до наших дней. До конца XVI века она была деревянной и находилась в Кремле. В 1686 году, в результате пожара церковь была утрачена. В 1745 году новая церковь была освящена во имя Архангела Михаила. На современном месте церковь построена в начале в 1903—1905 годах.
- Боковая часть
- Вид на Собор с холма старого городища
- Задняя часть
- Входная группа
- Купол церкви

## Климат
- Территория Котельнича относится к континентальному климату умеренного пояса, с преобладанием воздушных масс континентального климата умеренных широт. Из-за близости к Северному Ледовитому океану и отсутствия барьеров для проникновения полярных воздушных масс возможны вторжения холодного воздуха, порождающие сильные морозы зимой и заморозки, резкие похолодания — летом.
- Среднегодовая температура воздуха — 3,7 °C
- Абсолютный минимум температуры воздуха — −49,4 °C
- Абсолютный максимум температуры воздуха — 37,1 °C
- Относительная влажность воздуха — 76 %
- Средняя скорость ветра — 2,8 м/с

| Показатель                                       | Янв.  | Фев.  | Март  | Апр.  | Май  | Июнь | Июль | Авг. | Сен. | Окт.  | Нояб. | Дек.  | Год   |
| ------------------------------------------------ | ----- | ----- | ----- | ----- | ---- | ---- | ---- | ---- | ---- | ----- | ----- | ----- | ----- |
| Абсолютный максимум, °C                          | 4,4   | 6,4   | 16,2  | 26,9  | 31,6 | 36,9 | 37,1 | 35,6 | 30,5 | 22,7  | 11,4  | 7,2   | 37,1  |
| Средний суточный максимум, °C                    | −5,4  | −1,1  | 0,7   | 8,5   | 15,3 | 20,4 | 22,5 | 20,5 | 13,8 | 6,7   | 1,6   | −2,9  | 4,9   |
| Средняя температура, °C                          | −12,1 | −10,7 | −4    | 4,4   | 12,4 | 16,2 | 18,6 | 16,7 | 10,6 | 3,7   | −2,8  | −8,6  | 3,7   |
| Средний суточный минимум, °C                     | −21,4 | −19,6 | −15,4 | −2,3  | 6,0  | 11,7 | 14,3 | 11,7 | 5,1  | −3,5  | −11,1 | −23,1 | 0,6   |
| Абсолютный минимум, °C                           | −43,8 | −42,8 | −34,3 | −22,6 | −7,8 | −2,4 | 1,6  | −0,9 | −6,7 | −20,3 | −35   | −49,4 | −49,4 |
| Норма осадков, мм                                | 39    | 30    | 27    | 32    | 51   | 68   | 88   | 61   | 61   | 60    | 48    | 41    | 605   |
| Источник: [www.rp5.ru/Архив_погоды_в_Котельниче] |       |       |       |       |      |      |      |      |      |       |       |       |       |

## Население
| 1595    | 1646    | 1654    | 1678    | 1700    | 1750    | 1856    | 1897    | 1913    |
| ------- | ------- | ------- | ------- | ------- | ------- | ------- | ------- | ------- |
| 430     | ↘306    | ↘157    | ↗158    | ↗430    | ↗940    | ↗2600   | ↗4236   | ↗4600   |
| 1931    | 1959    | 1970    | 1979    | 1989    | 1993    | 2002    | 2007    | 2008    |
| ↗10 700 | ↗27 688 | ↗29 196 | ↗32 759 | ↗36 841 | ↗37 400 | ↘28 245 | ↘27 000 | ↘26 600 |
| 2009    | 2010    | 2011    | 2012    | 2013    | 2014    | 2015    | 2016    | 2017    |
| ↘26 226 | ↘24 979 | ↗24 989 | ↘24 908 | ↘24 685 | ↘24 451 | ↘24 266 | ↘24 169 | ↘23 966 |
| 2018    | 2019    | 2020    | 2021    |         |         |         |         |         |
| ↘23 682 | ↘23 244 | ↘22 882 | ↘20 144 |         |         |         |         |         |

На 1 января 2025 года по численности населения город находился на 676-м месте из 1124 городов Российской Федерации.

## Промышленность
В отличие от других городов, в Котельниче в советский период не было построено градообразующего предприятия. Существовавшие промышленные предприятия тяжело находили свою нишу в рыночной экономике. Некоторым из них этого сделать не удалось.
В новых условиях стабильно работали ООО «Вымпел-М» (производство изделий из пластмасс), ООО «Текском» (трикотажные изделия), ПАО «Механический завод» (станки и сушильное оборудование), ООО «Металлопром» (крышка для консервирования), ООО «Гемакон» (кондитерские изделия), ПАО «Янтарь» (сыры и молочная продукция), ПАО «Котельничский мачтопропиточный завод» (опоры для линии ЛЭП). Второе рождение получила деревообработка.
В 2007 году был пущен в эксплуатацию завод по изготовлению клеёного бруса ООО «Моспромстройматериалы-Вятка».
Наращивают объёмы по производству пиломатериалов и домов из оцилиндрованного бревна ООО «Лестандарт» и ООО «Велон».
В 2016 году образован ООО «Завод «РИР-стандарт». Основное направление деятельности: производство зерносушилок продовольственного направления (шахтных поточного действия), семенного направления (шахтных порционного действия) и фуражных (конвейерных, горизонтальных). Также большую часть производственных мощностей занимает производство топочных блоков косвенного нагрева RIR ТБ-ТО (теплообменник).

## Образование
В Котельниче находится 5 общеобразовательных школ.
Также в городе располагаются два техникума: Кооперативный и Сельскохозяйственный.

## Спорт
5 января 2014 года на эстафете Олимпийского огня «Сочи 2014» в Кирове Котельнич представили Валерий Гундырев и Екатерина Щепина.

## Почётные граждане города
С XIX века сохранена традиция присвоения звания «Почётный гражданин города», среди которых — советский писатель Леонид Рахманов, автор книги воспоминаний о Котельниче «Люди — народ интересный», Маршал Советского Союза, министр обороны СССР Сергей Леонидович Соколов, конструктор ракетной техники Борис Васильевич Чернядьев.

## Известные жители
Чемеков, Игорь Семёнович (1916—1998) — советский поэт, прозаик, очеркист, член Союза писателей СССР с 1966 года. Редактор Центрально-Чернозёмного книжного издательства (1964―1966), заместитель ответственного секретаря Воронежской областной писательской организации (1968―1972).

## Средства массовой информации

### Телевидение
Является частью сети цифрового эфирного телевизионного вещания Кировской области
| Эфирные телевизионные каналы, доступные в Котельниче | Эфирные телевизионные каналы, доступные в Котельниче |
| Частотный канал                                      | Телеканал |
| ---------------------------------------------------- | --- |
| 32 ТВК                                               | Цифровое ТВ [DVB-T2] 1 мультиплекс (РТПС Шмелёво 5 кВт + МРТС Овчинята 0,05 кВт) Первый канал, Россия 1 (+ ГТРК Вятка), Матч ТВ, НТВ, Пятый канал, Россия К, Россия 24 (+ ГТРК Вятка), Карусель, ОТР (+ Девятка ТВ — Киров), ТВ Центр + 3 радио: Вести FM, Маяк, Радио России (+ ГТРК Вятка) |
| 36 ТВК                                               | Цифровое ТВ [DVB-T2] 2 мультиплекс (РТПС Шмелёво 5 кВт + МРТС Овчинята 0,05 кВт) РЕН ТВ, Спас, СТС, Домашний, ТВ3, Пятница!, Звезда, Мир, ТНТ, Муз ТВ |

### Радио
| Радиостанции Котельнича | Радиостанции Котельнича | Радиостанции Котельнича                                          |
| Диапазон                | Частота вещания         | Радиостанция                                                     |
| ----------------------- | ----------------------- | ---------------------------------------------------------------- |
| FM                      | 100,0 МГц               | Мария FM (МРТС Котельнич 0,1 кВт)                                |
| FM                      | 100,8 МГц               | Дорожное радио (Базовая станция «Билайн», ул. Даровская 0,5 кВт) |
| FM                      | 101,3 МГц               | Мечта FM (ул. Победы, д. 40 0,1 кВт)                             |
| FM                      | 107,7 МГц               | Радио России (+ ГТРК Вятка) (РТПС Шмелёво, 1 кВт)                |

### Газеты
- Котельничский вестник
- Округа+
- Вятская земля
- Купи-продай Котельнич

## Информационные технологии

### Доступ в Интернет
В городе работают интернет-провайдеры:
- Кировский филиал ОАО «Ростелеком-Волга», в том числе под торговой маркой J[41];
- OAO «Китеж-Телеком» — обеспечивает выход в интернет и кабельное телевидение.

### Фиксированная связь
Услуги фиксированной телефонной связи в городе предоставляет оператор Кировский филиал ОАО «Ростелеком-Волга».

### Сотовая связь
| Операторы сотовой связи в Котельниче | Операторы сотовой связи в Котельниче         | Операторы сотовой связи в Котельниче | Операторы сотовой связи в Котельниче |
| Сеть сотовой связи                   | Юридическое лицо                             | Стандарт связи                       | Дата запуска                         |
| ------------------------------------ | -------------------------------------------- | ------------------------------------ | ------------------------------------ |
| «Мегафон»                            | ОАО «Мегафон», Уральский филиал              | GSM, UMTS                            | февраль 2001 года                    |
| «МТС»                                | ОАО «Мобильные ТелеСистемы», филиал в Кирове | GSM, UMTS                            | 26 октября 2001 года                 |
| «Билайн»                             | ОАО «Вымпел-Коммуникации», филиал в Кирове   | GSM, UMTS                            | 14 сентября 2004 года                |
| «Скайлинк»                           | ЗАО «Астарта», филиал в Кировской области    | CDMA2000                             | 20 декабря 2007 года                 |
| Tele2                                | ЗАО «Вотек Мобайл», Кировский филиал         | GSM                                  | 30 октября 2009 года                 |

## Память
В 2003 году противоминному боевому тральщику БТ-152 Северного ВМФ присвоено почётное наименование «Котельнич».

## Галерея
- Железнодорожный вокзал
- Дом купца Абубакирова
- Вид на Вятку
- Собор Николая Чудотворца
- Здание народного училища
- Виадук
- Алексеевская часовня
- Торговые ряды
- Динопарк
- Перекресток улиц Советской и Свободы
- Котельническое городище